# Speed-Dating

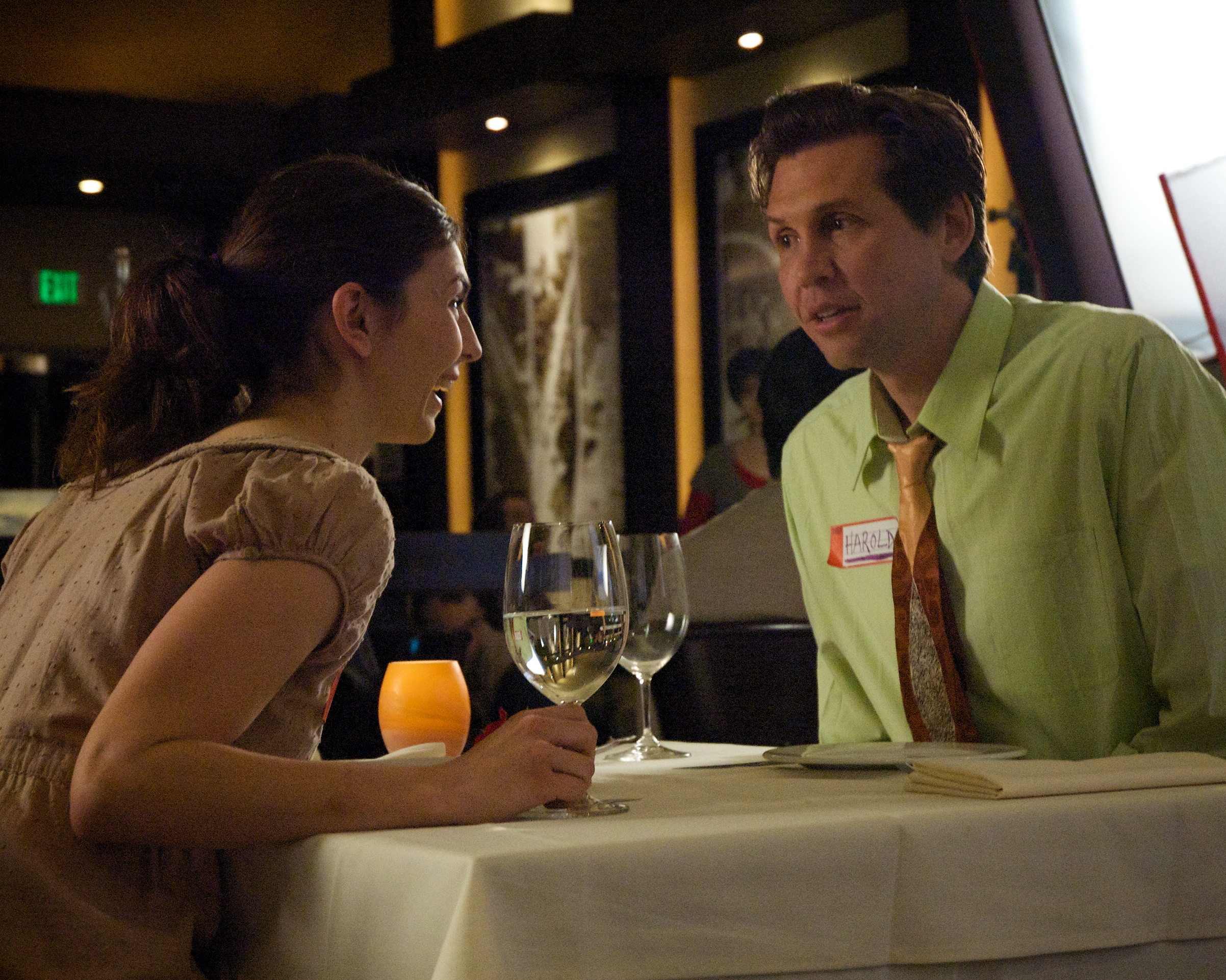
Zwei Personen beim Speed Dating, mit Namensschildern

Speed-Dating ist eine um 1998 in den USA entworfene Methode, neue Flirt- oder Beziehungspartner zu finden. Die maximale Teilnehmeranzahl pro Geschlecht ist normalerweise auf sieben bis zehn Personen beschränkt. Neben der Partnersuche ergibt sich auch die Möglichkeit, Bekanntschaften ohne sexuelle Absichten zu schließen.

## Geschichte
Als Urheber gilt Rabbi Yaacov Deyo, Mitglied der jüdischen-orhodoxen Organisation Aish HaTorah mit Sitz in Los Angeles. Sein Ziel war es, eine Kontaktplattform für die jüdische Gemeinde zu schaffen. Alleinstehende jüdischen Glaubens sollten sich dadurch kennenlernen und die Zahl jüdischer Ehen erhöhen. Wenig später folgten kommerziell ausgerichtete Veranstaltungen ohne religiöse Vorgabe, an denen alleinstehende Männer und Frauen in gleicher Anzahl teilnahmen. Mittlerweile finden auch außerhalb der USA, unter anderem in Deutschland, derartige Veranstaltungen statt.

## Ablauf
Während der gesamten Veranstaltung lernt jeder männliche Single jeden weiblichen Single kennen und umgekehrt. Hierzu wird die Veranstaltung in Runden aufgeteilt, die jeweils circa sieben bis acht Minuten dauern. In dieser eng bemessenen Zeit haben die Singles die Gelegenheit, sich gegenseitig ein wenig kennenzulernen, gemeinsame Interessen und Hobbys und eventuelle Kinderwünsche abzufragen. Nach Ablauf der Zeit ertönt ein Gong als Zeichen, das zum Partnerwechsel auffordert. Gleichzeitig notieren die Singles auf ihnen vorher ausgehändigten Zetteln, ob sie ihr Gegenüber gerne wiedersehen wollen oder nicht. Nun wird aufgerückt, so dass sich männliche Singles und weibliche Singles in neuer Konstellation gegenübersitzen. Dies wird so lange wiederholt, bis jede mit jedem einmal gesprochen hat. Nach dem Speed-Dating können die Singles entscheiden, ob sie die soeben kennengelernten Singles wiedersehen möchten. Früher sammelte der Veranstalter zu diesem Zweck die zuvor ausgehändigten Zettel ein und wertete sie manuell aus. Viele Veranstalter sind jedoch inzwischen dazu übergegangen, das Speed-Dating über einen Online-Bewertungsbogen auszuwerten. Ein bis zwei Tage nach dem Speed-Dating ist der Auswertungsprozess in der Regel beendet. Spätestens nach Ablauf dieser Frist erhalten die Singles eine Nachricht darüber, welche Singles des jeweils anderen Geschlechts sie wiedersehen wollen. Kommt es zu einer Übereinstimmung, so werden die Kontaktdaten zwischen den beiden Singles ausgetauscht.

## Kritik
Speed-Dating-Veranstaltungen standen bereits im Mittelpunkt von wissenschaftlichen Untersuchungen. Hierbei kam heraus, dass die vielbeschworenen „inneren“ Werte bei beiden Geschlechtern bei solchen Veranstaltungen völlig nebensächlich waren, dass auch die Inhalte des Gesprächs nicht zählten, sondern dass beide Geschlechter vor allem die Personen wiedersehen wollten, die ein attraktives Aussehen aufwiesen. Die Wissenschaftler teilten den Teilnehmern aufgrund ihres äußeren Erscheinungsbildes imaginäre Ränge zu, die auffallend stark mit dem anschließenden Erfolg bei diesen Veranstaltungen korrelierten. Allerdings scheinen Männer und Frauen in diesem Rahmen ein unterschiedliches Suchverhalten an den Tag zu legen, auch wenn bei beiden das Aussehen im Vordergrund steht. So wollten die Männer quasi jede Frau wiedersehen, die eine gewisse „Mindestattraktivität“ aufwies. Frauen hingegen wollten nur wenige Männer wiedersehen, und das umso mehr, je attraktiver sie selber waren.
Neuere Untersuchungen zeigten jedoch auch, dass derartige Quoten mit großer Wahrscheinlichkeit lediglich auf das typische Speed-Dating-Szenario zurückzuführen sein könnten, nachdem zumeist die Frauen sitzen bleiben und die Männer reihum wechseln. Amerikanische Forscher haben im Rahmen einer Studie nämlich herausgefunden, dass sich diese Quote bei einem Rollentausch (die Männer bleiben sitzen, die Frauen wechseln) verschob, und die Männer wesentlich wählerischer als unter den üblichen Umständen waren. Mögliche Gründe dafür werden im Einfluss körperlicher Aktionen auf die Wahrnehmung gesehen (Nähert man sich etwas, wird es attraktiver, entfernt man sich, nimmt die Anziehungskraft ab) oder aber darin, dass die Männer die sich bewegenden Frauen besser sehen und dadurch deren körperliche Attraktivität besser bewerten können. Allerdings waren die verschobenen Zahlen nach einem Szenariowechsel gering: wollten bei der üblichen Variante (Frau sitzt, Mann wechselt) 50 % der Männer die besichtigten Damen wiedersehen, so waren es bei dem umgekehrten Szenario „nur“ 43 %. Das Interesse der Frauen stieg dabei geringfügig an: Waren es zuvor 43 %, so stieg der Wert um 2 Prozentpunkte auf 45 %.

## Rezeption
Speed-Dating ist auch ein beliebtes Thema in Filmen und Fernsehserien. Während im deutschen Spielfilm Shoppen (2007) Speed-Dating den Kern des Films ausmacht, ist es in den US-amerikanischen Komödien Hitch – Der Date Doktor (2005) und Jungfrau (40), männlich, sucht … (2005) nur in einer Szene zu sehen. Auch in der US-Serie Sex and the City nimmt die vielbeschäftigte Miranda an einem Speed-Dating teil.

## Internet
Im Trend liegen heutzutage Speed-Dating-Events im Internet. Besonders die Verbreitung über verschiedene Medienformate hat zur Bekanntheit des Speed-Datings beigetragen. Der Ausbruch der COVID-19-Pandemie und die damit verbundenen Einschränkungen des öffentlichen Lebens haben zur weiteren Verbreitung von Online-Speed-Dating beigetragen.
Speed-Dating-Events werden im Internet von zahlreichen Online-Portalen angeboten, die sich nach Preis und Leistungsspektrum unterscheiden.
Auf den meisten Portalen kann man Speed-Dating-Events über eine Suchfunktion nach Altersgruppe und Stadt filtern. Die Zuordnung der Teilnehmer zueinander findet je nach Anbieter manuell oder automatisch, z. B. mit Hilfe von Matching-Verfahren statt. Bei einem Matching-Verfahren werden die Teilnehmer beispielsweise basierend auf Persönlichkeit und Distanz den Dates zugeordnet. Darüber hinaus kommen Algorithmen zum Einsatz, die das mehrmalige Treffen derselben Gesprächspartner bei allen folgenden Speed-Dating-Events ausschließen.
Die Teilnahme bei den Online-Events funktioniert in der Regel über den Browser, das Installieren einer neuen Software ist nicht notwendig. Nach Anmeldung werden zur Kontaktaufnahme Webcam und Mikrofon (oder Headset) genutzt. Man bekommt einen Speed-Dating-Partner zugeteilt und hat in der Regel vier bis sieben Minuten Zeit, um sich kennenzulernen. Unmittelbar danach stimmen beide Teilnehmer ab, ob sie mit ihrem Gegenüber in Kontakt bleiben wollen oder nicht. Nur wenn sich beide Teilnehmer einig sind, werden die Kontaktdaten ausgetauscht. Hier gleicht das virtuelle Verfahren der Auswertung der verteilten Handzettel bei traditionellen Speed-Dating-Treffen.

## Weiterentwicklungen
Die Prinzipien des Speed-Dating werden heute nicht nur bei der Partnersuche, sondern z. B. auch bei der Suche nach einer Arbeitsstelle, einer Wohnung oder zum allgemeinen Diskussionsaustausch innerhalb von Fachmessen eingesetzt.
Beim Azubi-Speed-Dating von Industrie- und Handelskammern oder Arbeitsagenturen finden Betriebe und Bewerber zusammen. Das Konzept ist einfach: Zehn Minuten haben junge Leute Zeit, sich im Gespräch mit Unternehmern, Personalleitern oder Ausbildern interessant zu machen – und umgekehrt. Ist die Zeit um, klingelt z. B. ein Glöckchen und die Bewerber wechseln an einen anderen Tisch. Der Vorteil beim Azubi- oder Job-Speed-Dating ist die schnelle, unkomplizierte und direkte Bewerberauswahl. Im persönlichen Gespräch können auch Bewerber durch Engagement und Persönlichkeit überzeugen, die bei einer schriftlichen Bewerbung wegen schlechter Noten oder formalen Mängeln keine Chance gehabt hätten.
Des Weiteren werden auch auf verschiedenen Messen und Workshops das Instrument des Speed-Datings benutzt. So hatten z. B. im Rahmen einer Summer School Wissenschaftler unterschiedlicher Disziplinen die Chance, sich innerhalb der begrenzten Zeitspanne über unterschiedliche Ideen und Entwicklungsansätze untereinander auszutauschen.
Die Idee des Speed-Datings für Wohnungssuchende stammt aus London. Bei diesem sogenannten Speed-Flatmating lernt jeder Wohnraumbietende jeden Wohnraumsuchenden während eines siebenminütigen Gespräches kennen. Danach vermerken beide auf einem Zettel, ob gegenseitiges Interesse besteht. Ist das der Fall, erhalten die Teilnehmer wie beim klassischen Speed-Dating am nächsten Tag vom Veranstalter eine Nachricht.